# Průliv

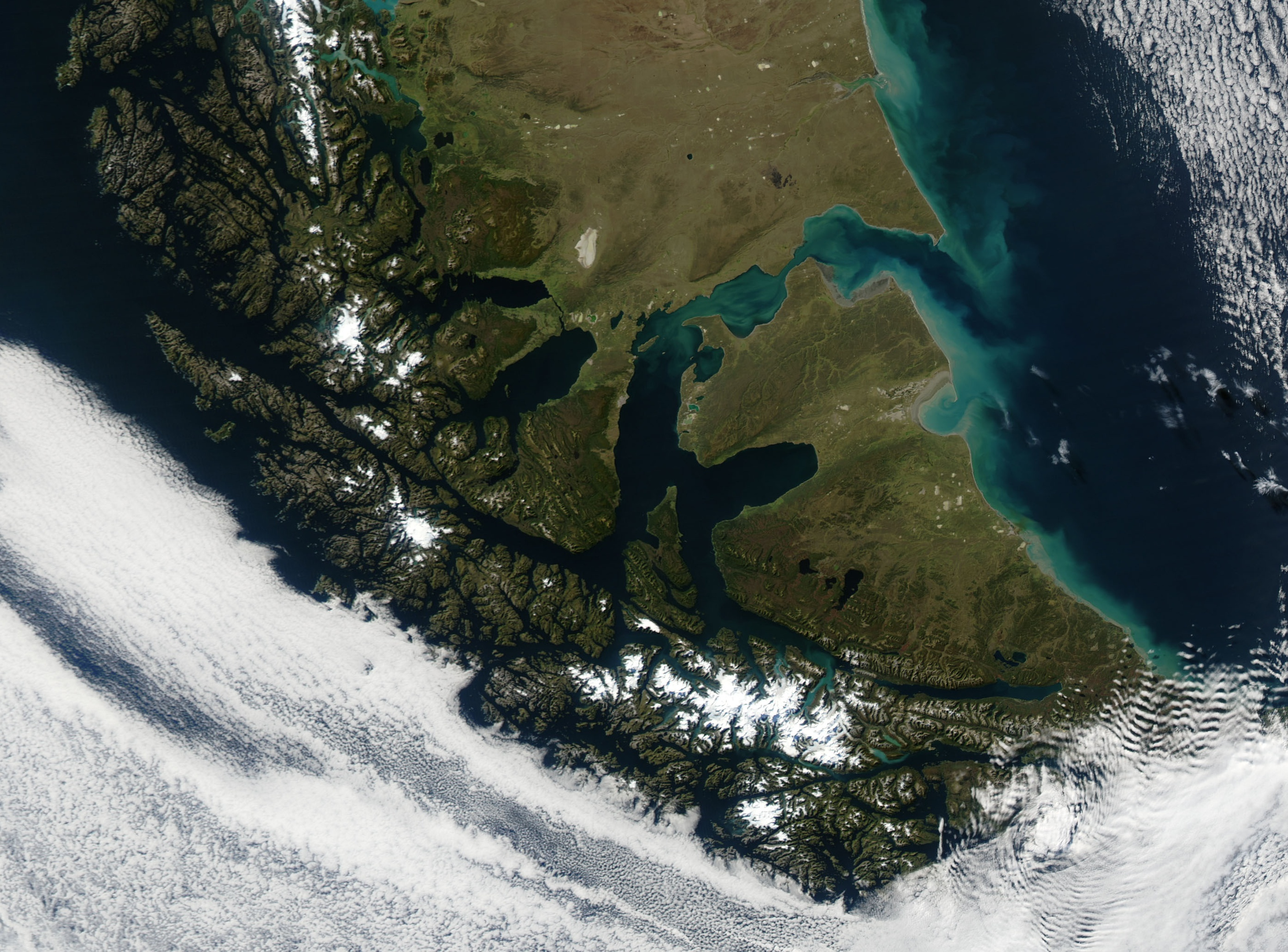
Magalhãesův průliv

Průliv, v některých názvech také úžina,
je pás nebo úzký pruh moře mezi dvěma výběžky pevniny. Spojuje pobřežní vody s mořem nebo dvě různá moře.
Například Lamanšský průliv, který odděluje Velkou Británii od Evropy.
Řada dostatečně velkých a splavných průlivů spojujících významné oblasti má velký význam pro námořní dopravu. Umělou obdobou průlivu je průplav. Opakem průlivu je pevninská šíje.

## Některé významné průlivy
- Beagle (mezi Ohňovou zemí a ostrovem Navarino)
- Beringův průliv (mezi Asií a Severní Amerikou, spojuje Tichý a Severní ledový oceán)
- Bospor a Dardanely (mezi Evropou a Asií, spojují Středozemní a Černé moře)
- Drakeův průliv (mezi jihoamerickou pevninou a Jižními Shetlandami, spojuje Atlantský a Tichý oceán)
- Gibraltarský průliv (mezi Evropou a Afrikou, spojuje Atlantik a Středozemní moře)
- La Manche (mezi Anglií a Francií, spojuje Atlantik a Severní moře)
- Magalhãesův průliv (mezi Ohňovou zemí a dnešním Chile, spojuje Atlantský a Tichý oceán)
- Torresův průliv (mezi Novou Guineou a Austrálií, spojuje Tichý a Indický oceán)